# Marcos Croce
Marcos Francisco Croce (ur. 6 marca 1894, zm. 10 lipca 1978) – argentyński piłkarz, grający podczas kariery na pozycji bramkarza.

## Kariera klubowa
Marcos Croce piłkarską karierę rozpoczął w 1910 w Alumni AC. W latach 1916–1925 występował w Racing Club de Avellaneda.
Z Racingiem siedmiokrotnie zdobył mistrzostwo Argentyny w 1915, 1916, 1917, 1918, 1919, 1921 i 1925. Karierę zakończył w CS Palermo w 1931.

## Kariera reprezentacyjna
W reprezentacji Argentyny Croce występował w latach 1916-1924. W reprezentacji zadebiutował 12 lipca 1916 w wygranym 1-0 towarzyskim meczu z Chile. 
W 1917 wystąpił w Mistrzostwach Ameryki Południowej.
Na turnieju w Montevideo był rezerwowym i nie wystąpił w żadnym meczu. Ostatni raz w reprezentacji wystąpił 10 sierpnia 1924 w zremisowanym 0-0 meczu z Urugwajem, którego stawką była Copa Ministro de Relaciones Exteriores. Ogółem w barwach albicelestes wystąpił w 4 meczach.
| Mecze i gole w reprezentacji | Mecze i gole w reprezentacji | Mecze i gole w reprezentacji | Mecze i gole w reprezentacji | Mecze i gole w reprezentacji | Mecze i gole w reprezentacji | Mecze i gole w reprezentacji |
| #                            | Data                         | Miasto                       | Przeciwnik                   | Gol                          | Wynik                        | Rozgrywki                    |
| ---------------------------- | ---------------------------- | ---------------------------- | ---------------------------- | ---------------------------- | ---------------------------- | ---------------------------- |
| 1.                           | 12.07.1916                   | Buenos Aires                 | Chile                        |                              | 1:0                          | towarzyski                   |
| 2.                           | 24.08.1919                   | Montevideo                   | Urugwaj                      |                              | 2:1                          | Copa Newton                  |
| 3.                           | 08.12.1923                   | Avellaneda                   | Urugwaj                      |                              | 2:3                          | Copa Ministro                |
| 4.                           | 10.08.1924                   | Buenos Aires                 | Urugwaj                      |                              | 0:0                          | Copa Ministro                |